# محمد فلفلة
محمد فلفلة ممثل سوري .

## عن حياته
من مواليد منطقة "معرة مصرين"، متزوج ولديه ولد، حاصل على دبلوم في التربية الرياضية ومشارك في عدة دورات بمجال الأقنعة والعرائس وخيال الظل في ألمانيا، وهوه عضو في نقابة الفنانين منذ عام 1998. شارك كممثل بالعديد من الأعمال المسرحية والتلفزيونية، بالإضافة للأعمال الإذاعية نذكر منها:

## من أعماله

### في المسـرح (مسرح الطفل)
جحا والحمار - السجادة - حذاء الطنبوري - الشاطر ديبو - بهلول بطوطة - والعديد من المسرحيات للأطفال.

### في السينما
- الآباء الصغار
- رحاب

### التلفزيون
- أيوب
- السائرون نياما
- تحت المداس
- حنين
- حكايا المرايا
- تلك الأيام
- حي المزار

### في الدوبلاج
- ثعالبي الصغيرة
- الفرقة م 7
- جومانجي
- سونيك إكس
- الوميض الأزرق

## روابط خارجية
- محمد فلفلة على موقع قاعدة بيانات الأفلام العربية